# Dicranomyia (Dicranomyia) pelates
Dicranomyia (Dicranomyia) pelates is een tweevleugelige uit de familie steltmuggen (Limoniidae). De soort komt voor in het Neotropisch gebied.